# سینما انقلاب (اردبیل)
سینما انقلاب یک سینما در شهر اردبیل، ایران است.
این سینما که متعلق به بخش خصوصی می‌باشد در سال ۱۳۴۲ افتتاح شده‌است، ظرفیت این سالن ۳۰۰ نفر و بالکن آن ۱۵۴ نفر می‌باشد.
این سینما یکی از دو سینمای فعال در شهر اردبیل می‌باشد و در سال ۱۳۹۵ بازسازی شد.
سینما انقلاب در سال‌های اخیر میزبان جشنواره فجر نیز بوده‌است